# Ricardo Zamora de Grassa
Ricardo Zamora de Grassa (Madrid, 6 d'agost de 1933 - Madrid, 31 de gener de 2003) fou un futbolista madrileny de les dècades de 1950 i 1960.

## Trajectòria
Era el fill del mític Ricard Zamora, i com el seu pare, jugava com a porter. Debutà a la UD Salamanca la temporada 1951-52, i la temporada següent a primera divisió amb l'Atlètic de Madrid el 14 de desembre de 1952. Després de tres temporades al club matalasser, la temporada 1955-56 fitxà pel RCD Espanyol, però com el seu pare n'era entrenador, i a fi d'evitar comentaris, fou cedit al CD Málaga i el 1956 al CE Sabadell. Després de dues temporades al club vallesà a Segona Divisió ingressà al RCD Espanyol, on romangué una temporada, essent suplent de Josep Vicente. La següent temporada marxà al RCD Mallorca, on romangué tres temporades. El 1962, amb la sortida de Pesudo del València CF al FC Barcelona, fitxà pel club de Mestalla. Romangué al club quatre temporades i guanyà dues copes de Fires els anys 1962 i 1963.